# Barbarea sicula
Barbarea sicula är en korsblommig växtart som beskrevs av Karel Presl. Barbarea sicula ingår i släktet gyllnar, och familjen korsblommiga växter. IUCN kategoriserar arten globalt som otillräckligt studerad. Inga underarter finns listade i Catalogue of Life.